# حفيرة (مشرحات)
حفيرة (بالفارسية: حفیره) هي قرية تقع في إيران في قسم مشرحات الريفي. يقدر عدد سكانها بـ 27 نسمة بحسب إحصاء 2016.